# Royaume-Uni au Concours Eurovision de la chanson 1975
Le Royaume-Uni a participé au Concours Eurovision de la chanson 1975 à Stockholm, en Suède. C'est la 18e participation du Royaume-Uni à l'Eurovision.
Le pays est représenté par le groupe The Shadows, sélectionné en interne, et la chanson Let Me Be the One, sélectionnée lors d'une finale nationale organisée par la BBC.

## Sélection

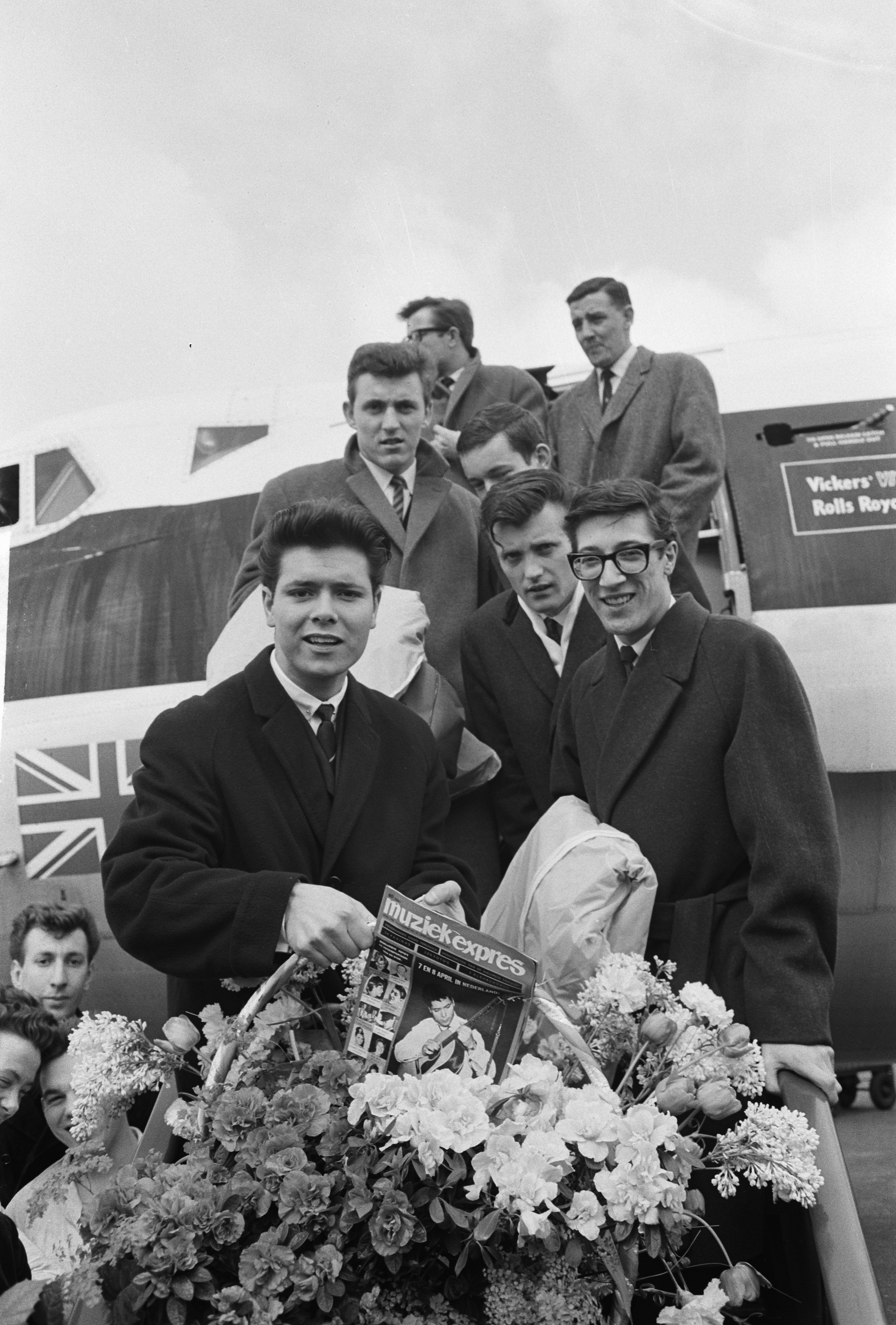
The Shadows avec Cliff Richard (à gauche) en 1962.

### A Song for Europe 1975
La BBC sélectionne l'artiste en interne, la chanson qui représente le Royaume-Uni au Concours Eurovision de la chanson 1975 étant choisie au moyen de la finale nationale A Song for Europe (« Une chanson pour l'Europe »).
La finale nationale est présentée par la chanteuse Lulu, l'un des gagnants de l'Eurovision 1969 avec Boom Bang-a-Bang, et a eu lieu le 15 février 1975 à Londres.
Les chansons sont toutes interprétées par The Shadows en anglais, langue nationale du Royaume-Uni.

#### Finale
| Ordre | Chanson                     | Traduction                 | Points | Place |
| ----- | --------------------------- | -------------------------- | ------ | ----- |
| 1     | No No Nina                  | Non Non Nina               | 1 251  | 6     |
| 2     | This House Runs on Sunshine | Cette maison vit du soleil | 10 451 | 3     |
| 3     | Don't Throw It All Away     | Ne jette pas tout          | 3 059  | 4     |
| 4     | Cool Clear Air              | Air frais et clair         | 1 601  | 5     |
| 5     | Stand Up Like a Man         | Debout comme un homme      | 14 294 | 2     |
| 6     | Let Me Be the One           | Laisse-moi être celui      | 17 477 | 1     |

## À l'Eurovision

### Points attribués par le Royaume-Uni
| 12 points | Pays-Bas   |
| 10 points | Italie     |
| 8 points  | France     |
| 7 points  | Suède      |
| 6 points  | Irlande    |
| 5 points  | Suisse     |
| 4 points  | Finlande   |
| 3 points  | Luxembourg |
| 2 points  | Monaco     |
| 1 point   | Israël     |

### Points attribués au Royaume-Uni
| 12 points                                    | 10 points                                 | 8 points           | 7 points             | 6 points |
| -------------------------------------------- | ----------------------------------------- | ------------------ | -------------------- | -------- |
| - France - Luxembourg - Monaco - Yougoslavie | - Allemagne - Belgique - Espagne - Israël | - Malte - Suisse   | - Finlande - Norvège |          |
| 5 points                                     | 4 points                                  | 3 points           | 2 points             | 1 point  |
| - Portugal - Suède                           | - Pays-Bas                                | - Irlande - Italie |                      |          |

Les Shadows interprètent Let Me Be the One en 9e position, après la Yougoslavie et avant Malte. Au terme du vote final, Royaume-Uni termine 2e sur 19 pays avec 138 points.